# Homem de Loschbour

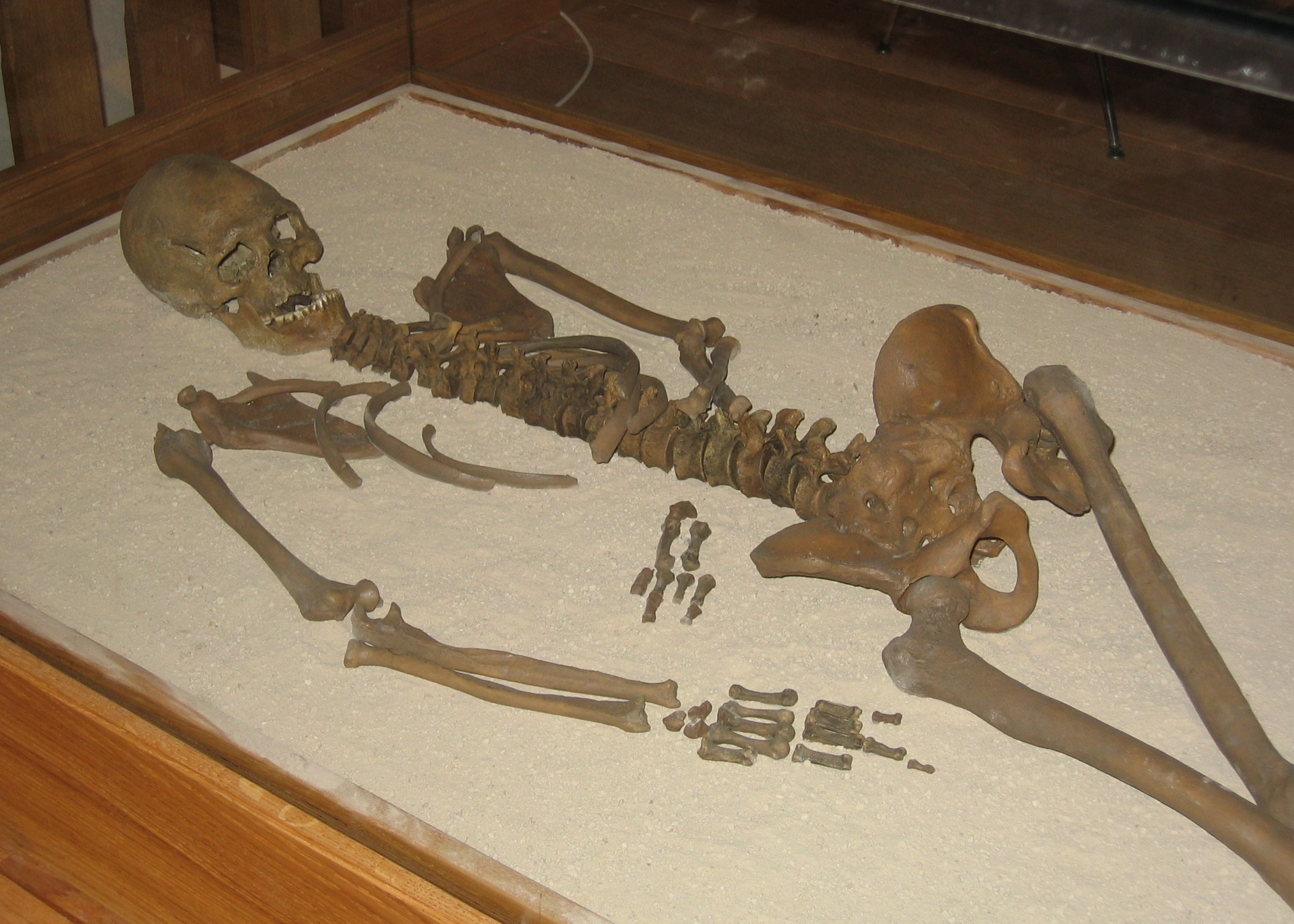
Esqueleto do homem de Loschbour

O homem de Loschbour é um esqueleto de Homo sapiens do Mesolítico europeu descoberto em 1935 em Mullerthal, na comuna de Waldbillig, Luxemburgo.

## História

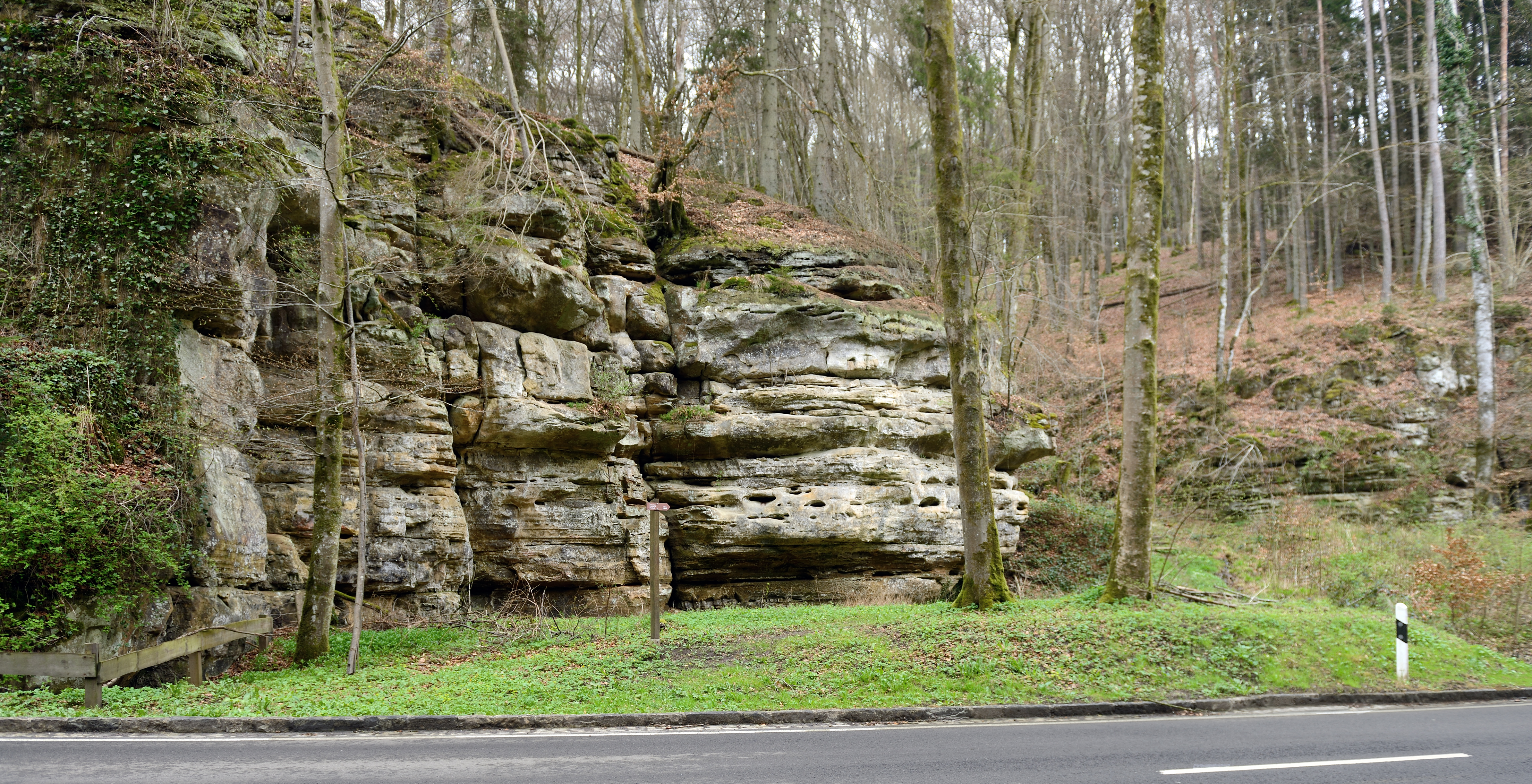
O abrigo de rochas onde o esqueleto foi encontrado

O esqueleto, quase completo, foi descoberto em 7 de outubro de 1935 sob um abrigo de rochas em Mullerthal, às margens do Black Ernz. Foi encontrado pelo arqueólogo amador e professor Nicolas Thill. Está agora no Museu Nacional de História Natural da cidade de Luxemburgo.

### Vida
O homem de Loschbour era um caçador-coletor, e as ferramentas de pedra usadas para perseguir e matar presas (javali e veado) foram encontradas no seu corpo. Ele foi um dos últimos de sua espécie, prestes a ser substituído por novas populações mais propensas a rebanhos do que caçar — e com peles mais pálidas.  De acordo com testes de DNA relatados em 2014, o homem de Loschbour era do sexo masculino, foi descrito como tendo um tom de pele "intermediário" para claro (90%), cabelos castanhos ou pretos (98%) e provavelmente olhos azuis (56%). Em contraste com 90% dos europeus modernos, ele era intolerante à lactose. Quando morreu, tinha entre 34 e 47 anos, 1,6 m de altura e pesava entre 58 e 62 kg.
Os restos cremados de outra pessoa, provavelmente uma mulher adulta, foram encontrados nas proximidades, em um poço que foi escavado pela primeira vez na década de 1930 e depois redescoberto. Os ossos dos pés estavam ausentes, e restos do tórax sub-representados, e os ossos restantes tinham marcas raspadas, evidenciando um tratamento de descarvamento provavelmente antes da cremação, incluindo a remoção da mandíbula e raspagem do crânio.

## Datação
O homem de Loschbour viveu há mais de 8.000 anos, fazendo do esqueleto os restos humanos mais antigos encontrados no país. Os restos mortais continham Y-DNA do Haplogroup I2a-M423*. Testes de DNA indicam que caçadores-coletores ocidentais como o homem de Loschbour "contribuíram com ascendência para todos os europeus, mas não para os orientais próximos".

## Mídia, ciência
Os resultados do teste de DNA de 2014 permitiram que o Centro Nacional de Recherche Archéologique de Luxemburgo e o Museu Nacional d'Histoire et d'Art fizessem uma reconstrução em 3D do homem. L'homme de Loschbour é um filme de animação de 2012, de sete minutos de duração, de Nic Herber. "Redonner vie à l'Homme de Loschbour" foi uma conferência de um dia no Museu Nacional de História Natural, que apresentou uma visão geral dos resultados das investigações recentes.